# El crack cero
El crack cero és una pel·lícula de l'any 2019 rodada en blanc i negre, dirigida per José Luis Garci i protagonitzada per Carlos Santos. Es tracta de la preqüela de El crack (1981), que narra de nou les recerques del detectiu Germán Areta en els anys convulsos de la Transició Espanyola.

## Argument
Sis mesos després del suïcidi del famós sastre Narciso Benavides, una dona casada misteriosa i atractiva visita Germán Areta, prestigiós expolicia de la Brigada Criminal i ara detectiu privat, perquè iniciï una recerca exhaustiva sobre el “Cas Benavides”. La dona està convençuda que el sastre, que era el seu amant, va ser assassinat. Encara que el seu instint li diu a Areta que la gent només mata per amor o per diners, anirà descobrint que hi ha més motius, i més d'un sospitós, per assassinar al sastre...

## Repartiment
- Carlos Santos Rubio: Germán Areta
- Miguel Ángel Muñoz: Cárdenas, "el Moro"
- Luisa Gavasa: Moli
- Patricia Vico: Remedios
- Pedro Casablanc: Don Ricardo
- María Cantuel: Adela
- Macarena Gómez: Luisa
- Raúl Mérida: Johnny Olas
- Cayetana Guillén Cuervo: Conchita
- Luis Varela: Rocky
- Ramón Langa: Vergara
- Andoni Ferreño: Luengo
- Alfonso Delgado:
- Jacobo Dicenta:
- Samuel Miró:
- Susana Paz:
- Jero García: Mendoza
- Daniel Huarte: Meri

## Crítiques
| «                      | "Una pel·lícula d'un altre temps. Una relíquia meticulosa i calmada (...) tan deliberadament antiga, tan seva, tan insòlita, tan valenta, tan suïcida, tan desigual, tan personal, que es dona la volta: igual és el més fresc, per diferent | » |
| — Javier Ocaña:El País | |   |

| «                              | "El títol triat, a més d'una genialitat, és d'una eloqüència aclaparadora (...) una pel·lícula rodona, meritòria d'aquest Zero del títol (…) Puntuació: ★★★★ (sobre 5) | » |
| — Oti Rodríguez Marchante, ABC | |   |

## Premis
Medalles del Cercle d'Escriptors Cinematogràfics de 2019
| Categoria              | Nominats            | Resultat  |
| ---------------------- | ------------------- | --------- |
| Millor pel·lícula      | Millor pel·lícula   | Nominada  |
| Millor director        | José Luis Garci     | Nominat   |
| Millor actor           | Carlos Santos Rubio | Nominat   |
| Millor actor secundari | Miguel Ángel Muñoz  | Nominat   |
| Millor fotografia      | Luis Ángel Pérez    | Guanyador |

VII Premis Feroz
| Categoria      | Nominats       | Resultat   |
| -------------- | -------------- | ---------- |
| Millor cartell | Millor cartell | Guanyadora |